# Izvoare, Florești
Izvoare este satul de reședință al comunei omonime din raionul Florești, Republica Moldova.

## Istorie

### Atestare
Satul Izvoare este așezat pe râul Căinar, în nord-vestul raionului Florești. A fost întemeiat în secolul al XVI-lea și atestat la 20 august 1588 cu denumirea de "Lozeni" (Lozăle). Denumirea se datorește loziei, care creștea din belșug pe întreaga vale a râului Căinar, atât pe malul apei, cât și prin sat.

### Secolul al XVII-lea
La mijlocul secolului al XVII-lea, satul a fost în proprietatea serdarului de Orhei, Apostol Durac, care l-a vândut lui Gheorghe Hatmanul. La 1680, satul Lozeni era deja în proprietatea lui Vasile Mârzac șetrarul.
Satul era vestit prin apa gustoasă și limpede ca lacrima a izvoarelor săpate de localnici, astfel încât în anul 1772 denumirea i se schimbă în "Izvoare". 11 din aceste izvoare s-au păstrat până în prezent și au fost frumos amenajate. În anul 1772, în satul Izvoare era proprietar Sandu Panaite. Pe atunci, în sat erau 26 case.
În anul 1793 apare prima mențiune documentară a bisericii "Sfânta Cuvioasă Parascheva" din localitate. În anul 1863, astă biserică a fost renovată din piatră.

### Secolul al XIX-lea
La mijlocul secolului al XIX-a la Izvoare sunt înregistrate 106 gospodării și o populație de 423 oameni. În 1862, în sat este întemeiată o crescătorie de cai de rasă.
Prima școală din localitate a fost cea parohială, întemeiată pe lângă biserică (1862). În 1897, la Izvoare sunt 888 de locuitori. În anul 1909 se deschide școala de zemstvă, cu o clasă. Către anul 1923 apar: cooperative de credit și păstrare, cariera de piatră, moare de apă, cooperativa agricolă „Frumoasa”, școala primară mixtă, un post de jandarmi și două cârciumi.
În perioada sovietică, la Izvoare a fost înființată gospodăria colectivă „Kotovski”, apoi „Prietenia”, care dispunea de un punct de vinificație primară. Este deschisă: o casă de cultură, bibliotecă, ambulatoriu, maternitate, spital, farmacie, creșă, ateliere de deservire socială, cantină, oficiu poștal și magazine.

## Geografie
Izvoare este un sat și comună din raionul Florești. Satul are o suprafață de circa 1,41 kmp, cu un perimetru de 6,07 km. Din componența comunei fac parte localitățile Bezeni, Izvoare și Scăieni. Satul Izvoare este situat la o distanță de 20 km de or. Florești. Distanța directă până în or. Chișinău este de 124 km.

## Populație
La recensământul din anul 2004, populația satului constituia 991 de oameni, dintre care 49,24% - bărbați și 50,76% - femei. Structura etnică a populației în cadrul satului arăta astfel: 97,98% - moldoveni (români), 0,50% - ucraineni, 0,30% - ruși, 0,10% - bulgari, 1,01% - țigani, 0,10% - alte etnii.

## Economie locală
În 2009, în satul Izvoare a avut loc ceremonia de inaugurare a complexului „Bianca”, care include în sine o sală de nuntă, un bar în stil egiptean și o brutărie. Localurile din incinta complexului „Bianca” au fost sfințite de însăși Mitropolitul Chișinăului și a întregii Moldove, IPS Vladimir.

## Personalități
- Tatiana Gălușcă-Crîșmaru (1913–1993), folcloristă
- Andrei Nichifor Băleanu (1935–2000), regizor de teatru și actor
- Iulian Nicuța (1942–2002), prozator
- Nicolae Vieru (1947–1995), publicist și eseist
- Irina Rimes (născută Irina Rîmeș, 1991), muziciană